# Héliopolisz
Héliopolisz (egyiptomi nyelven Junu, a Bibliában On néven szerepel) az ókori Egyiptom egyik legősibb városa, a 13. alsó-egyiptomi nomosz fővárosa. Ré napisten kultuszának központja volt. Neve görögül azt jelenti: „a Nap városa”; egyiptomi neve oszlopokat jelent.

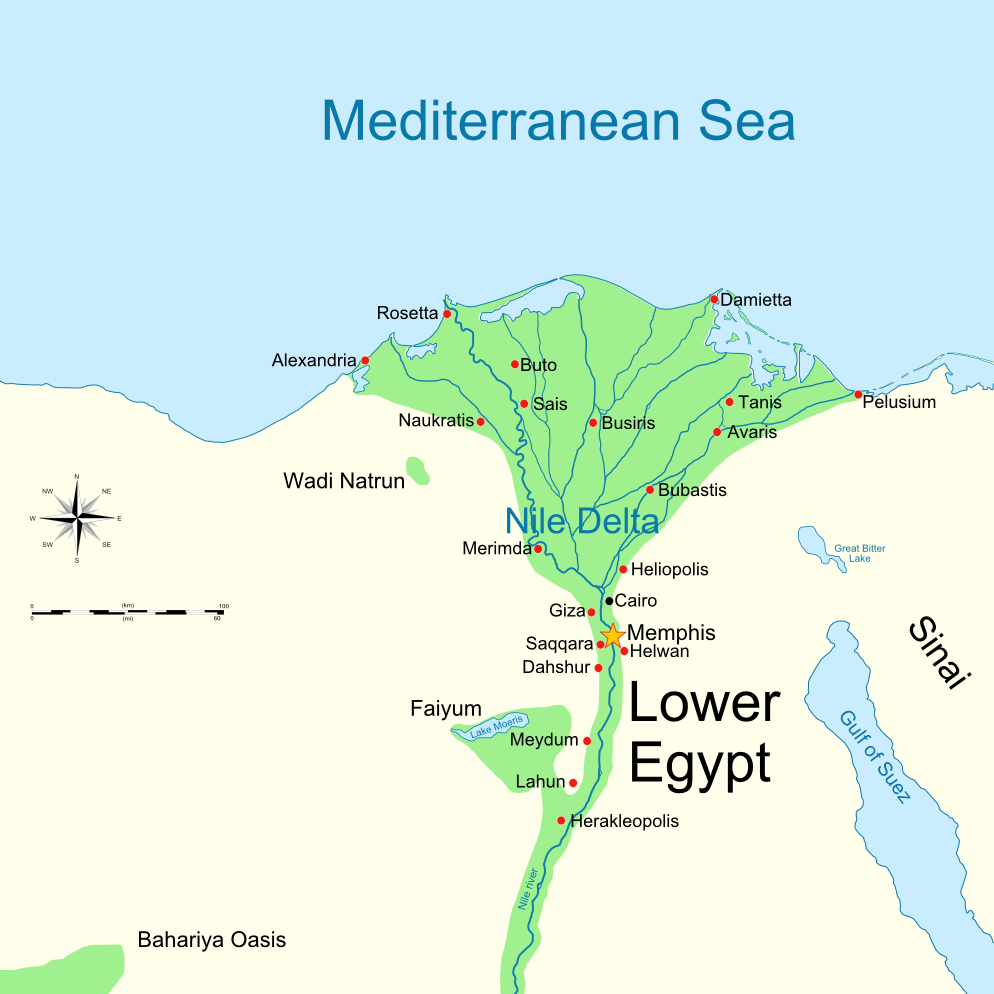
A fontosabb ókori városok Alsó-Egyiptomban

## Története

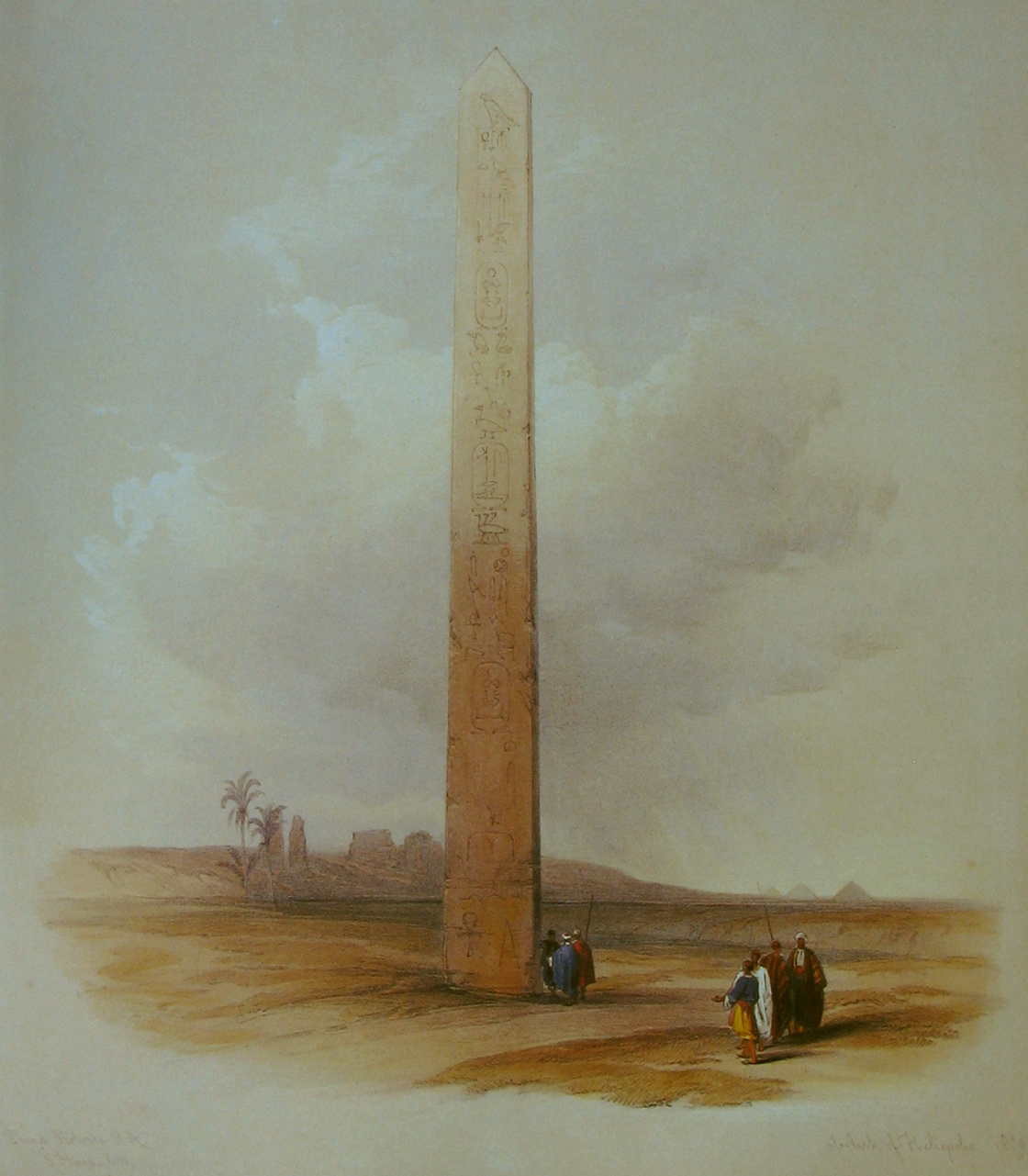
David Roberts: Héliopoliszi obeliszk

Héliopolisz már a predinasztikus kor óta lakott volt; az óbirodalom és a középbirodalom idején jelentős építkezések zajlottak itt. Mára ezekből szinte semmi nem maradt, a köveket nagyrészt már a középkorban elhordták Kairó építéséhez; legtöbb információnk a városról írott forrásokból származik.
Diodórosz szerint Héliopoliszt Aktisz alapította, Héliosz és Rhodé egyik fia, és apjáról nevezte el. Míg a görög városokat elpusztította az özönvíz, az egyiptomiak megmaradtak. Héliopolisz főistene Atum volt, temploma Per-Aat (pr-ˁ3t; 
„Nagy ház”) és Per-Atum (pr-ỉtmw; „Atum háza/temploma”) néven volt ismert. A városból indult ki az enneád tisztelete is, de később, mikor Hórusz egyre nagyobb jelentőségre tett szert, a Rével azonosított Hórusz, Ré-Harahti napistenség (neve jelentése szó szerint: Ré, a Két Horizont Hórusza) istene került a középpontba.
Ehnaton fáraó vallási nézeteire is hatással lehetett Héliopolisz, amelynek több szülötte is feltűnik később Amenhotep kíséretében. Ehnaton egy templomot is építtetett a városban, a Wetjesz-Atont (wṯs ỉtn, „A napkorong felemeltetése”). Ennek a templomnak a köveit felhasználták a középkori Kairó városfalának építéséhez és egyes városkapukban még látszanak. Héliopoliszban volt a Ré megtestesülésének tartott szent Mnevisz-bika kultuszközpontja és temetkezési helye is.

## Héliopolisz a görög-római korban
Az ókori görögök és rómaiak jól ismerték Hélipoliszt. Említik a kor legfontosabb írói közül sokan, például: Ptolemaiosz, iv. 5. § 54; Hérodotosz, ii. 3, 7, 59; Sztrabón, xvii. p. 805; Diodórosz, i. 84, v. 57; Arrianus, Exp. Alex. iii. 1; Aelianus, H. A. vi. 58, xii. 7; Plutarkhosz, Solon. 26, Is. et Osir. 33; Diogenész Laertiosz, xviii. 8. § 6; Josephus, Ant. Jud. xiii. 3, C. Apion. i. 26; Cicero, Nat. Deor. iii. 21; idősebb Plinius, v. 9. § 11; Tacitus, Ann. vi. 28; Pomponius Mela, iii. 8. Felkeltette a 6. századi bizánci író, Sztephanosz Büzantiosz figyelmét is.
Arrianus szerint (iii. 1) Nagy Sándor Pelusiumból Memphiszbe tartva megállt a városban. Hérodotosz szerint a heliopoliszi papok voltak a legtájékozottabbak a történelem kérdéseiben az egyiptomiak közül. Általában is a tudás fellegvárának tartották. Filozófiai és csillagászati iskoláit a hagyomány szerint látogatta Orpheusz (filozófus), Homérosz, Püthagorasz, Platón, Szolón és más görög filozófusok is.
A római korban Héliopolisz Augustamnica provincia része volt. Népessége valószínűleg jelentős számban arabokból állt. Ebben az időben a város obeliszkjeiből többet a Deltába, Rómába vagy még távolabb vitték; a „Kleopátra tűi” (valójában III. Thotmesz korából származik) néven ismert három obeliszket pedig Párizsba, Londonba és New Yorkba. Végül a Héliopolisztól alig 6 km-re elterülő Fusztát és Kairó épülése a város pusztulását okozta: köveit elhordták építőanyagnak. A területet az arabok ˁAyn Šams („a Nap kútja”), később ˁArab al-Ḥiṣn néven ismerték. Egykori területe ma nagyrészt a jelenlegi El-Matareya ("Anya") kerület, kisebb részben az Ain Shams ("a Nap szeme") és Izbat at Twaylah (ˁArab al-Ḥiṣn) kerület felszíne alatt 15-20 méterrel fekszik. A felszínen két helyen: a Taha Hussein és Al Matarawy utca keresztezésében levő feltárási területen valamint az El-Salam és Al Teraa Al Tawfikeya utak találkozásánál lévő szántóföldön láthatók maradványok. Az előbbi helyszínen - a szabadtéri múzeumban - Atum-Ré egykori nagytemploma helyén áll az eredetileg I. Szenuszert által állíttatott obeliszk, amely a két legkorábbi ismert obeliszk egyike. Itt II. Ramszesz nevével ellátott gránittömbök is láthatóak. A másik helyszínen a város egykori tégla városfalainak nyomai láthatóak.
2004-ben feltárták a nagytemplom néhány sírkamráját. A területen 2017-ben tárták fel és állították virtuálisan helyre I. Pszammetik fáraó óriási szobrát.

## Külső hivatkozások
- Site of ancient Heliopolis at Windows Live Local
- Héliupolisz a piramisok.hu-n

Koordináták: é. sz. 30° 07′ 46″, k. h. 31° 17′ 20″30.129528°N 31.288889°E